# Вермеш (Караш-Северін)
Вермеш (рум. Vermeș) — село у повіті Караш-Северін в Румунії. Входить до складу комуни Вермеш.
Село розташоване на відстані 369 км на захід від Бухареста, 30 км на північний захід від Решиці, 42 км на південний схід від Тімішоари.

## Населення
За даними перепису населення 2002 року у селі проживали 1107 осіб.
Національний склад населення села:
| Національність | Кількість осіб | Відсоток |
| -------------- | -------------- | -------- |
| румуни         | 1100           | 99,4%    |
| угорці         | 6              | 0,5%     |

Рідною мовою назвали:
| Мова      | Кількість осіб | Відсоток |
| --------- | -------------- | -------- |
| румунська | 1101           | 99,5%    |
| угорська  | 5              | 0,5%     |